# Прийдешнє
«Прийде́шнє» (англ. Things to Come) — англійський філософсько-фантастичний художній фільм Вільяма Кемерона Мензіса 1936 року за сценарієм Герберта Веллса. Має багато подібного з романом Веллса «Форма прийдешнього» (1933).

## Сюжет
Місто Евритаун, 1940 рік. Переддень Різдва. Люди готуються до свята, на вулицях багато гуляють, звучать пісні. Але в той же час усюди поруч із написами на честь Різдва — на плакатах, розклеєних на стінах, на трамваях, у великих газетних заголовках — слово «війна», «загроза війни», «мир на порозі війни», «європейський ультиматум». Поступово ці плакати займають усе поле зору.
У затишній мирній квартирі Джона Кебела троє чоловіків, у тому числі Піппа Пассуорті, обговорюють останні події. Діти біля різдвяної ялинки катають іграшкові танки. Один із чоловіків, розважаючись, надягає на голову піхотний шолом, потім віддає його маленькому хлопчикові.
Дорослі розмовляють про прогрес. Прогрес — велике благо, але він робить зброю все жахливішою, і нова війна може знищити і прогрес, і цивілізацію — таку, якою ми її знаємо. З війною потрібно покінчити, каже Кебел, інакше війна покінчить із нами. Але що ж ми можемо зробити? — заперечують йому.
Дзенькіт різдвяних дзвонів раптом розбивається віддаленими розривами. Нічне небо перекреслюють промені прожекторів. Навчання? На Різдво? Дзвінок телефона. Мобілізація! По радіо повідомляють, що флот і міста зазнали нападу непізнаних літаків. Втрати незначні, зберігайте спокій.
Чоловіки йдуть до мобілізаційних пунктів. Хлопчик у піхотному шоломі та з барабаном проводжає батька. Над ним шеренгою проходять величезні силуети солдатів.
Війна хвилею накочується на місто, яке навіть не встигло погасити святкову ілюмінацію. З вантажівок роздають протигази. Зенітки, установлені посередині площ, намагаються відігнати ворожі літаки, розриви снарядів і бомб обрушують будинки прямо на людей.
Місто зруйновано. Війна перемогла. Але вона триває — атакує піхота, танки зносять загородження, флот виходить у море, над білими прибережними скелями Дувра проходять тисячі бомбардувальників. Бомби з отруйним газом падають на міста.
Поруч зі збитим літаком приземляється інший. Пілот (це Джон Кебел) допомагає пораненому ворожому льотчикові, машину якого він щойно збив, вибратися з-під уламків. Вітер жене до них хмари отруйного газу. Льотчики дістають протигази, але в цей час до них підбігає дівчинка — і поранений ворожий пілот віддає їй свою маску. Перед смертю він ще встигає посміятися над тим, що загине від газу, який сам же й скинув.
У димі й кіптяві боїв на тлі неба з'являється дата «1945». Потім її замінює дата «1955».
Війна триває. Танків і літаків вже немає. Дорогами Європи їдуть каравани фургонів, солдати, одягнені в обноски, озброєні мисливськими рушницями й шаблями. На загородженнях із колючого дроту зотлівають тіла.
1960 рік. Руїни, які заросли травою й кущами. Заголовок листівки: «Перемога вже близька!.. бродяча гарячка… отруєні бомби… заражена вода…»
1966 рік. Евритаун зруйнований, але руїни населені. Люди живуть у підвалах і на перших поверхах. Наприкінці війни бактеріологічна атака викликала епідемію «бродячої гарячки», загадкової хвороби, що безконтрольно поширюється серед тих, що вижили. Єдиний відомий людям спосіб стримати гарячку — негайно вбивати кожного захворілого. Запаси ліків давно виснажені. Майже всі лікарі загинули. Цивілізацію відкинуто на сторіччя в минуле.
1967 рік. Подібно середньовічній «чорній смерті», «бродяча гарячка» викосила більше половини населення Європи.
1970 рік. Смерті від гарячки припинилися. Епідемія закінчилася, і люди почали поступово створювати новий соціальний устрій. Енергії, палива й засобів зв'язку більше немає. Окремі острівці цивілізації стають самостійними князівствами, що постійно воюють одне з одним.
Евритаун — одне з таких князівств, яке очолює рішучий і властолюбний Вождь у піхотному шоломі з півнячим пір'ям. Вулицями міста ходять корови й свині і їздять автомобілі, запряжені кіньми. Молодий механік у шкіряному літному костюмі намагається відновити й підняти в повітря старі літаки. Вождь підтримує його зусилля, мріючи про відродження бойової авіації.
В цей час лунає звук мотора. У небі над містом з'являється дивний чорний літак з коротким фюзеляжем і йде на посадку. З кабіни виходить сива людина в скафандрі — це постарілий на тридцять років Джон Кебел. Вождь наказує заарештувати його, але Кебел не зважає на настирливого охоронця і поводиться в місті як хазяїн. Він знаходить механіка і свого старого знайомого, доктора Гардинга, і розповідає їм, що під час війни він і його однодумці, намагаючись протистояти загальній катастрофі, об'єдналися в організацію «Крила над світом» і створили в районі Перської затоки анклав цивілізації, зібрали там учених і інженерів. Вони не могли протистояти війні й гарячці, але за тридцять років анклав виріс, нагромадив сили, створив нові дивні машини. Тепер, коли війну закінчено, настав час знову об'єднати світ і під керівництвом «Крил» повести його вперед.
Кебела все-таки заарештовують і приводять до Вождя. Вождь не збирається ставати васалом технократів, він готовий до будь-якого їхнього вторгнення. Посадивши Кебела в підвал, він проводить для самоствердження маленьку переможну війну й захоплює в сусідів фортецю (колишню фабрику). Вождь вимагає в механіка прискорити ремонт літаків, а доктора Гардинга намагається змусити створити отруйні гази. Учений відмовляється: він хоче залишитися цивілізованою людиною й не буде допомагати людству скочуватися до варварства.
Незабаром над Евритауном з'являються гігантські чорні літаки «Крил над світом». Вони скидають газові бомби, а потім висаджують десант. У бомбах не отрутний, а заколисливий газ — городяни заснули, щоб прокинутися вже в новому світі. Помер тільки Вождь — він був людиною з минулого, у минулому й залишився.
Починається відродження цивілізації. Величезні машини дроблять гірські породи, будують будинки, відроджується виробництво. Ця частина фільму — гімн прогресу й людині-творцеві. Під землею створюється нове місто, воно ідеально сплановане, у ньому все підпорядковується розуму й доцільності.
Настає 2036 рік. Змінилися покоління, Евритаун — блискуче місто майбутнього. Переможено хвороби, людське життя триває як ніколи довго. Але й тут прогрес не сприймається як щось однозначне позитивне, у нього є супротивники, незадоволені впорядкованістю й запланованим щастям. Готується політ навколо Місяця, для чого побудовано гігантську гармату. Але у планів космічної експансії є потужна опозиція в особі антипрогресистів на чолі зі скульптором Теотокопулосом. Вони намагаються перешкодити старту, але молоді ентузіасти не відступають і старт здійснюється до того, як юрба антипрогресистів добирається до апаратури керування космічною гарматою.
У фіналі фільму онук Джона Кебела, Освальд Кебел, на тлі зоряного неба розмовляє з Реймондом Пассуорті. Син Реймонда й дочка Кебела вирушили в космос, і Реймонд сповнений страху.
 — Те, що зробили наші діти, разюче, але чи повернуться вони?

— Повернуться, — відповідає Кебел, — повернуться й знову вирушать у космос — доти, доки не буде здійснено висадку на Місяць. І це буде тільки початок.
— Але раптом вони не повернуться?
— Тоді їхніми стежками підуть інші.
— Боже, чи настануть коли-небудь щасливі часи? Чи спокій недосяжний?
— Кожного з нас чекає спокій, і ім'я йому — смерть. Але для Людства немає ні смерті, ні спокою. Воно повинне йти вперед, здійснюючи одне завоювання за іншим. Спочатку ми вийдемо за межі нашої маленької планети, а потім пізнаємо всі закони духу й матерії, які прив'язують нас до неї. Потім — планети. Потім — зорі…
— Але людина така тендітна, така слабка…
— Якщо ми не більш, ніж слабкі тварини, то повинні задовольнятися відведеною нам дещицею щастя, страждати й зникати, як і інші тварини. Але нам надано вибір, Пассуорті: Всесвіт — або ніщо. Що ми оберемо? Що обере Людство?..